# Astragalus austriacus
Astragalus austriacus es una especie de planta herbácea perteneciente a la familia de las leguminosas. Se encuentra en Eurasia.

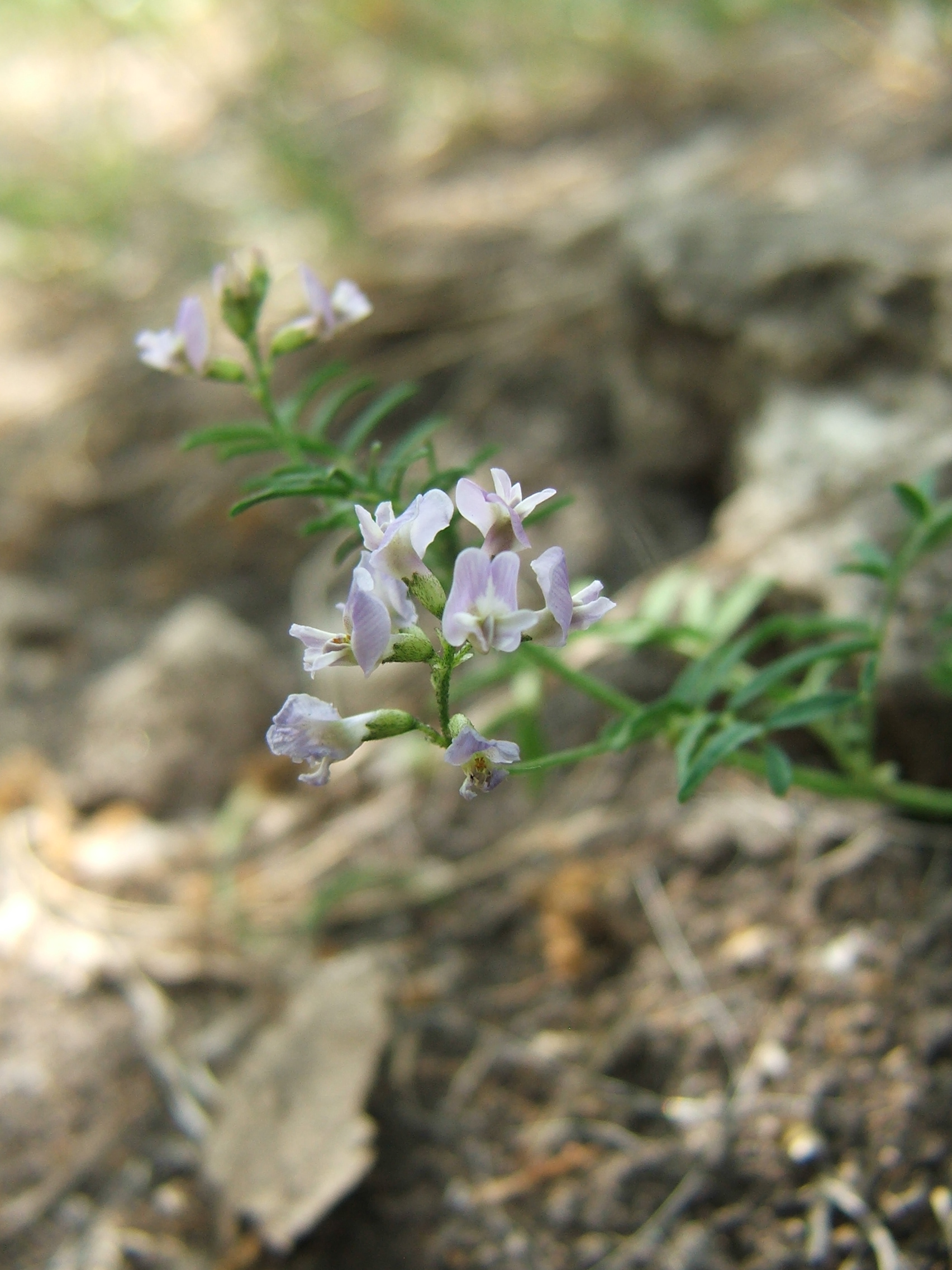
Detalle

## Distribución
Es una planta herbácea perennifolia que se encuentra en Austria, Bulgaria, República Checa, Eslovaquia, la antigua Yugoslavia, Francia, Alemania, Italia, Polonia, Rumania, España, Suiza, Rusia, Ucrania, Kazajistán y Turquía.

## Taxonomía
Astragalus austriacus fue descrita por  Nikolaus Joseph von Jacquin y publicado en Enumeratio Stirpium Pleraumque, quae sponte crescung in agro Vindobonensi 263. 1762.
Etimología
Astragalus: nombre genérico derivado del griego clásico άστράγαλος y luego del Latín astrăgălus aplicado ya en la antigüedad, entre otras cosas, a algunas plantas de la familia Fabaceae, debido a la forma cúbica de sus semillas parecidas a un hueso del pie.
austriacus: epíteto geográfico que alude a su localización en Austria.
Sinonimia
- Astragalus dichopterus Pall.
- Astragalus olopterus DC.
- Astragalus onobrychis var. angustifolius DC.
- Astragalus scopaeformis Ledeb.
- Astragalus scopiformis Ledeb.
- Astragalus sulcatus Lam.
- Astragalus tenuifolius L.
- Phaca austriaca (Jacq.) Med.